# 마리끌레르
마리끌레르(Marie Claire)는 전세계적인 월간 여성, 패션 잡지이다. 1937년 프랑스에서 창립됐다.

## 역사
사업가 겸 정치인 장 프루보와 작가 마르셀 오클레르가 창간하였다.
1937년 첫 발행되었고, 매주 수요일에 배부되었다. 제2차 세계 대전 중단 후, 1954년, 월간지로 재발행되었다.

## 한국의 마리끌레르
1993년 3월호로 창간되었다. 엠씨케이퍼블리싱에서 발행한다. 2012년부터 한국에서 마리끌레르 영화제를 개최하고 있다.